# Argelita
Argelita es un municipio de la provincia de Castellón perteneciente a la Comunidad Valenciana, España. Cuenta con una población de 146 habitantes (INE 2024). Situado en la comarca del Alto Mijares, se trata de un municipio hispanófono, en el que el español cuenta con el predominio lingüístico reconocido legalmente.

## Geografía

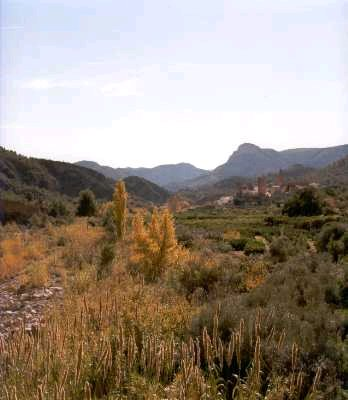
Entorno natural

El casco urbano se sitúa en el valle que forma el río Villahermosa, quedando así rodeada de altas montañas.
Gran parte de su término se halla poblado de grandes extensiones de bosque en donde las especies predominantes son los pinos y las encinas. Así, 1369 hectáreas del término municipal están ocupadas por extensiones boscosas y tan solo 74 por superficies de cultivos.
Pese a situarse en una zona de interior, las alturas medias no son excesivamente importantes y la influencia del cercano mar Mediterráneo provocan que en Argelita se disfrute de un clima muy agradable.
Desde Castellón de la Plana se accede a esta localidad a través de la CV-20 tomando luego la CV-194.

### Localidades limítrofes
Ludiente, Toga, Vallat, Fanzara y Lucena del Cid todas de la provincia de Castellón.

## Historia
Argelita era, en tiempos de la Reconquista, una torre que perteneció a Fernando, hijo de Zayd Abu Zayd, destronado Rey de Valencia por su contrario Zahén, fue señor del lugar en el siglo XIII.
Pero ya el escritor griego Estrabón, en su libro IV, y el geógrafo romano Rufo Festo Avieno, en su poema "Ora Marina" hablan del lugar. 
Después de la Reconquista quedó el pueblo habitado por moriscos, pasando a pertenecer a la Corona en 1491. Tras la expulsión de los moriscos (1609), quedó el pueblo casi desierto, ya que Argelita fue el primero que desalojó a los moriscos el 5 de octubre de 1609. 
Pedro Escribá y Zapata, señor de Argelita, otorgó Carta Puebla el 23 de febrero de 1611. La Baronía de Argelita perteneció al marqués de Monistrol dentro de la gobernación de Morella, antes de pertenecer a la provincia de Castellón.
El botánico Cavanilles en sus Observaciones sobre el Reino de Valencia de 1795 escribe que Argelita cuenta con 87 vecinos dedicados a la agricultura, que el río facilita el riego para 70 jornales de huerta, y que los frutos se reducen 200 cahíces de trigo, 160 de maíz, 16 entre judías y habas, 10 arrobas de algarrobas, 200 de higos, 300 de frutas, 150 de hortalizas, 200 cántaros de vino y 400 libras de seda.
Tuvo pósito de labradores hasta 1818 en que debido a la guerra con los franceses se quitó el depósito de granos para evitar conflictos con las tropas napoleónicas.
Hasta 1907 tuvo dos escuelas, una para chicos y otra para chicas, quedando después solo una mixta. Existió la obligación de tributar por consumos aplicados a instrucción primaria. Tuvo matadero público y una industria de la seda.
Durante la guerra civil se detuvo el frente en este valle, quedando un bando a cada lado del río.

## Demografía
Argelita cuenta con una población de 146 habitantes (INE 2024).
| Gráfica de evolución demográfica de Argelita entre 1842 y 2021                                                      |
| |
| Población de derecho según los censos de población del INE Población de hecho según los censos de población del INE |

La emigración hizo que la población pasara de 655 habitantes en 1870 a 105 en 1994.
- En 1565: 46 vecinos.
- En 1888: 631 habitantes.
- En 1900: 400 habitantes: 295 viviendas con 336 habitantes y 76 caseríos y edificios diseminados con 64 habitantes.
- En 1910: 378 habitantes. 
- Desde 1986 se mantiene estable la población en poco más de los 100 habitantes.
| 1990 | 1992 | 1994 | 1996 | 1998 | 2000 | 2002 | 2004 | 2005 | 2007 | 2019 | 2020 | 2021 | 2022 |
| ---- | ---- | ---- | ---- | ---- | ---- | ---- | ---- | ---- | ---- | ---- | ---- | ---- | ---- |
| 109  | 103  | 105  | 110  | 117  | 136  | 117  | 117  | 118  | 107  | 118  | 126  | 147  | 153  |

### Economía
La agricultura ha sido tradicionalmente de secano y los campos se ubican en el clásico abancalamiento en terrazas, aunque hoy en día gran parte de ellos están abandonados. También encontramos cultivos de regadío, sobre todo de cítricos, en la parte más baja del pueblo, junto al río Villahermosa o Argelita.
El dato más relevante corresponde a la población que se dedica a la construcción, dato que no nos debe extrañar, ya que los pueblos de la zona están renovándose gracias a la adquisición por parte de veraneantes o emigrantes que dejaron la población, de viviendas que posteriormente rehabilitan para su uso como segundas residencias.
Otro porcentaje de la población que se desplaza hasta localidades como Onda o Ribesalbes para trabajar en las numerosas empresas cerámicas que allí se encuentran.

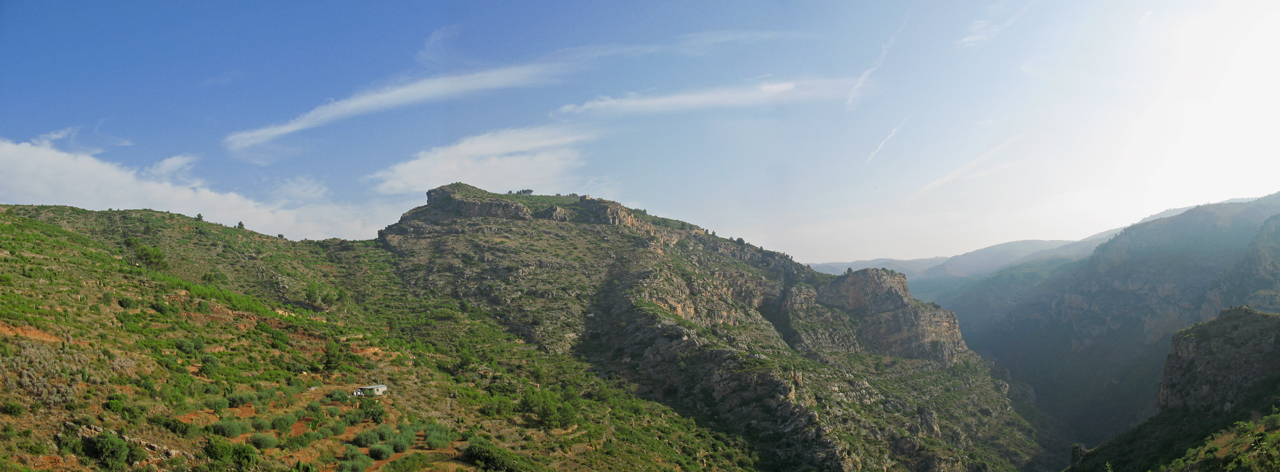
Panorámica de la Muela del Buey Negro

### Política
| Periodo   | Nombre                          | Partido   |
| --------- | ------------------------------- | --------- |
| 1979-1983 | José Nebot Chiva                | UCD       |
| 1983-1987 | José Nebot Chiva                | AP        |
| 1987-1991 | Joaquín Campos García           | PSPV-PSOE |
| 1991-1995 | José Morte Marmaneu             | PSPV-PSOE |
| 1995-1999 | José Morte Marmaneu             | PSPV-PSOE |
| 1999-2003 | José Morte Marmaneu             | PSPV-PSOE |
| 2003-2007 | José Fco. Ibáñez Edo            | PSPV-PSOE |
| 2007-2011 | Ramón Joaquín Adelantado Campos | PP        |
| 2011-2015 | Ramón Joaquín Adelantado Campos | PP        |
| 2015-2019 | Aitor Balfagón Bartoll          | EUPV      |
| 2019-2023 | Aitor Balfagón Bartoll          | Compromís |
| 2023-act. | Aitor Balfagón Bartoll          | Compromís |

## Cultura

### Museos

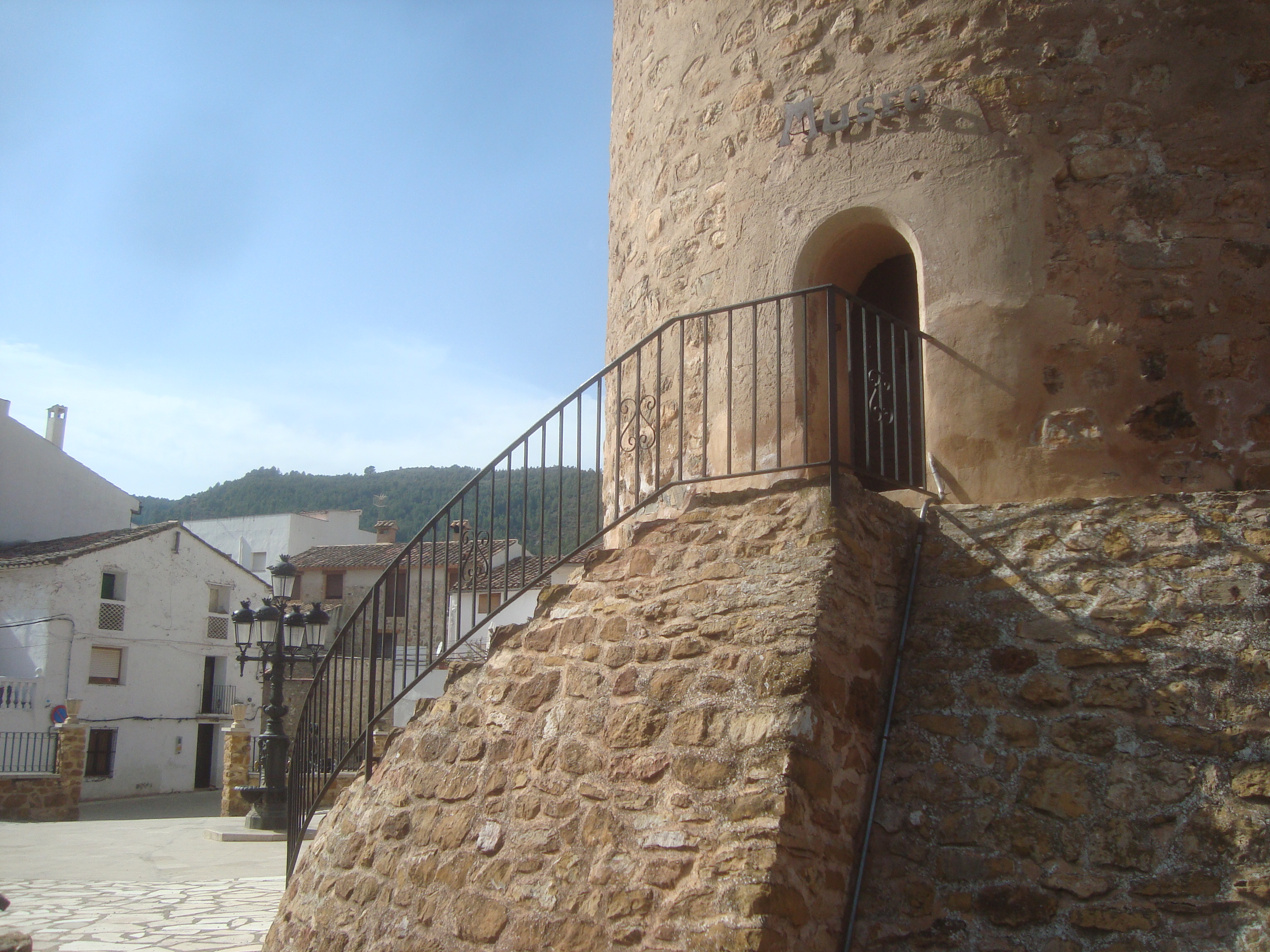
Torre-Museo

- Museo Torre Redonda, etnológico. Se ubica en el casco urbano de la población, en el centro de la plaza de la Iglesia, junto a los restos del Palacio de Abú Zayd en la torre de Argelita.
- Museo de la Torre Cuadrada: Está ubicada en la plaza de la iglesia junto a la torre redonda.

### Lenguas
Aunque Argelita como municipio forma parte de la zona con el castellano como predominio lingüístico y siendo esta la lengua tradicional en el casco urbano en el lado occidental del río Villahermosa, en el lado oriental del río en los pequeños asentamientos de La Canaleta y La Laguna, tradicionalmente se habla el valenciano.

## Monumentos

### Monumentos civiles

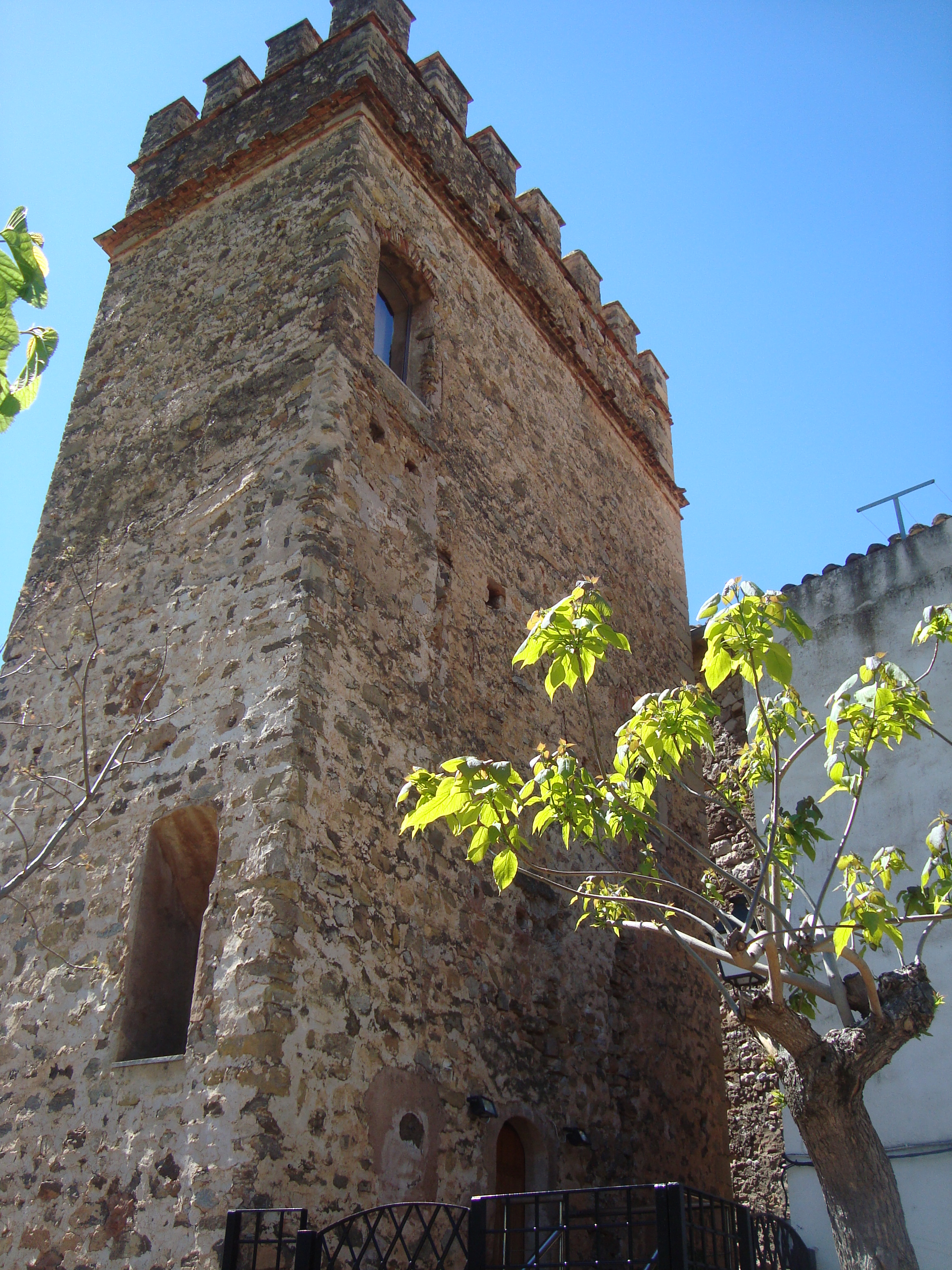
Torre Cuadrada

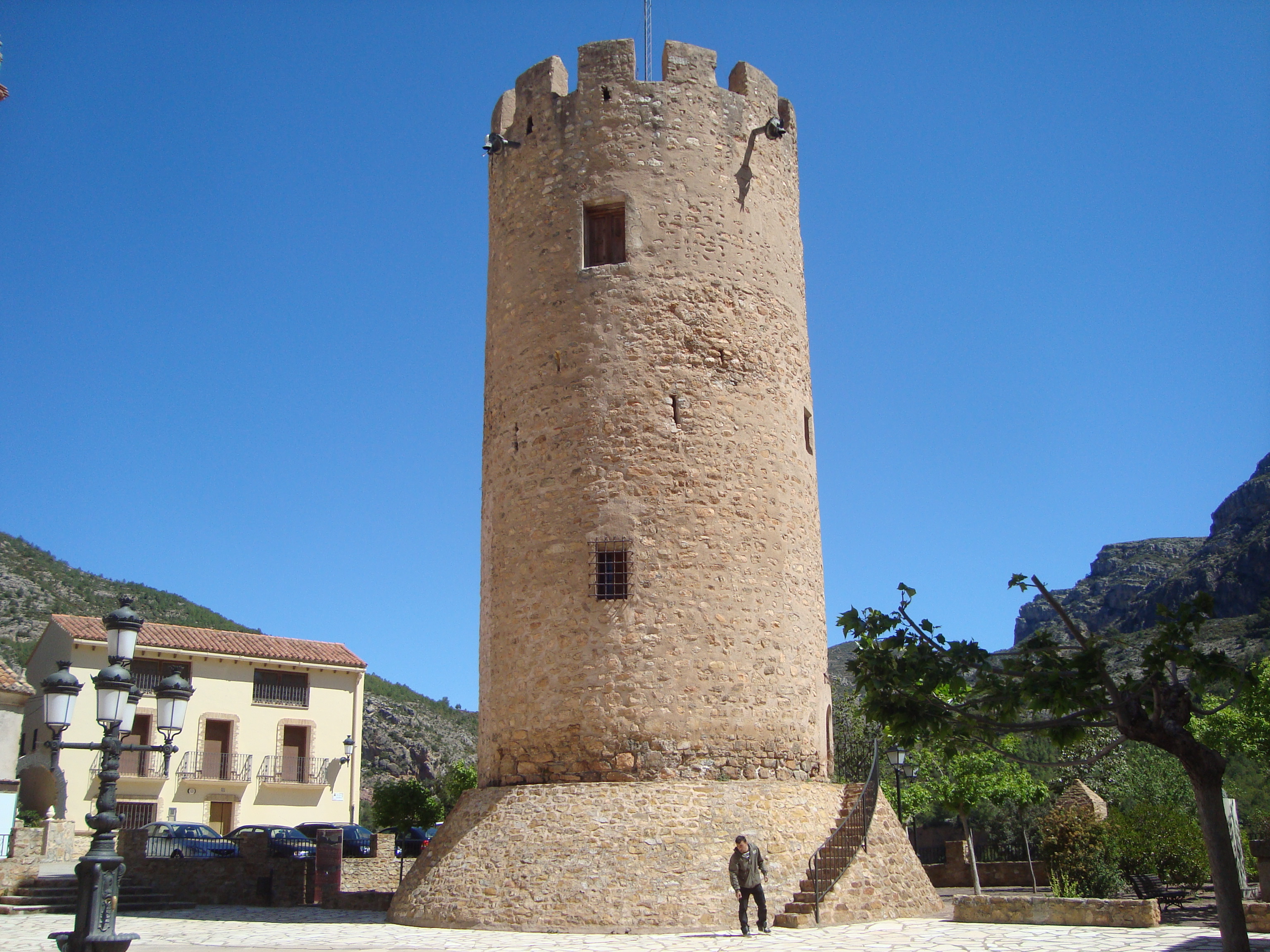
Torre Redonda del antiguo Castillo Palacio de Zeit Abu Zeit

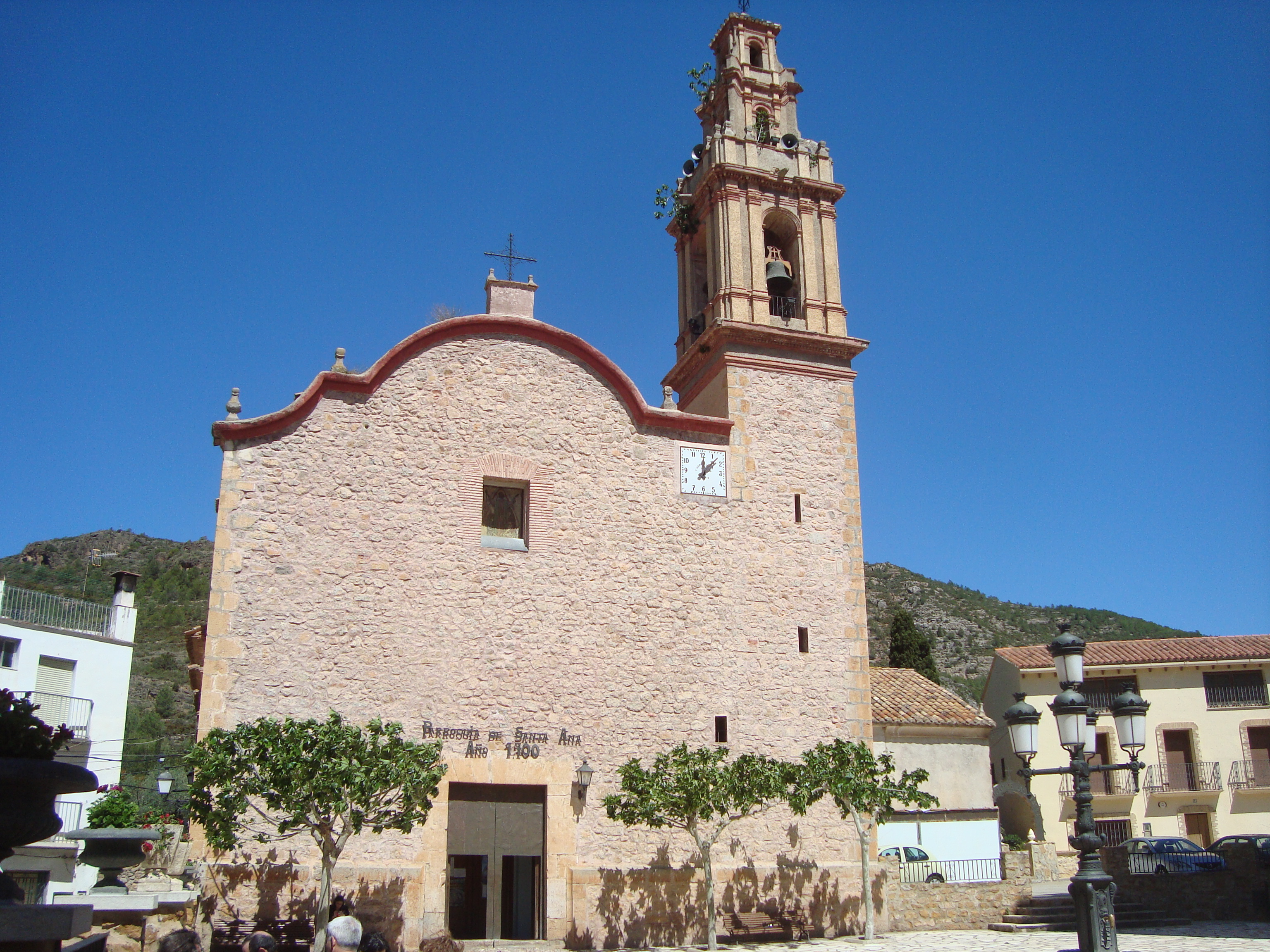
Iglesia parroquial de Santa Ana

- Castillo de la Mola del Bou Negre. De origen árabe. Se encuentra enclavado en una elevada montaña en el límite de los términos de Argelita y Ludiente, en el parapeto rocoso que se desploma sobre el estrecho que forma el río Villahermosa antes de llegar a la población y a 748 m de altitud. El castillo se conoce prácticamente desde el siglo XII. Es una mesa rocosa (muela) con lo que queda de una hisn (fortificación) documentada en 1178 que fue linde entre las diócesis de Segorbe y Tortosa. Tuvo una clara relación con el núcleo andalusí de Argelita en época islámica, ejerciendo el dominio sobre una gran extensión de territorio que incluía a numerosas poblaciones. Este castillo pronto dejó de ser utilizado. En el siglo XIX es reocupado el lugar por dos masías para tareas agrícolas, aprovechando para su construcción muchas de sus piedras. Actualmente está en completa ruina, apreciándose solo algunos lienzos de murallas y basamentos de torreones, como la parte de una torre, seguramente de época cristiana. Era un recinto fortificado desde el este hasta el sur, siendo el resto totalmente inaccesible, delimitando totalmente toda la cima. La actual forma castellanizada del nombre Buey Negro aparece documentada a partir de 1247. Su nombre parece provenir de un término botánico: Bu Nerzo. Leyenda: "Cuando las tropas de Jaime I amenazaban la población, los hombres útiles de toda la comarca se refugiaron en el Buey Negro. Asediada la fortaleza, fueron inútiles las tentativas de fuerza hasta que en una noche oscura, recogidas más de mil cabras monteses, fueron emboladas con estopa y resina, obligándolas a ir en determinada dirección. Los refugiados que vieron trepar tantas luces por cortaduras y verticales, creyéndose perdidos, algunos buscaron una muerte heroica y los demás se despeñaron por las cortaduras".
- Castillo Palacio de Argelita: Fue la última de residencia de Zayd Abu Zayd, rey musulmán de Valencia, tras retirarse de sus dominios después de los pactos celebrados con el monarca Jaime I. De ella solamente quedan dos de las torres de su fortificaciónː
- Torre cuadrada. Esta es de tipo señorial almenada. Además también se aprecian distintos tipos de vestigios de amurallamientos que circundaban parte de la población. La fábrica principal del cuerpo de la torre es de sillarejo con sillares en sus esquinas. Se compone de planta baja y tres alturas.
- Torre redonda. Aunque se encuentra junto a los restos del palacio no formaba parte de este, sino que era una estructura defensiva exterior al mismo. Originaria del siglo XIII, e igualmente de origen islámico, la torre se halla restaurada. Posee una forma cilíndrica con planta baja y dos alturas, coronada por almenas. En su base se conserva una inscripción árabe conmemorativa datada en 1252.

### Monumentos religiosos
- Iglesia Parroquial de Santa Ana. Construcción originaria del siglo XVII, dedicada a Santa Ana. De estilo barroco churrigueresco, posee una sola nave con campanario anexo. En su interior se encuentra la Santa Cruz, traída desde Roma y donada a la parroquia en 1756 por el padre Baciero (dominico).

## Lugares de interés
- Río Argelita o Villahermosa. El río presenta un caudal, más o menos estable, a lo largo de todo el año. En los últimos años el río se ha secado con bastante frecuencia desde la cercana población de Ludiente hasta el lugar llamado Pozo Negro en donde vuelve a brotar a unos 400 metros de Argelita aguas arriba. Por ello sus aguas no faltan jamás a la población y baja un caudal considerable durante todas las estaciones del año. En verano es un lugar ideal para tomar el baño, dado que posee una piscina natural.	Las aguas son cristalinas e idóneas para la cría de la trucha, por lo que en su curso se halla un coto de pesca.

- Fuente de los Ignacios. El nacimiento de la misma es ciertamente espectacular ya que nace entre unas enormes moles rocosas y desagua directamente en el río Argelita. Se dice que sus aguas posee propiedades para el riñón.

- Fuente de Santa Cruz.

Cuenta con otras fuentes como son las del Pozo Negro, Fuente del Barranco del Sabinar, Pescadores y la Laguna.
- Sima de la Muela. Sima de gran profundidad.

- Cueva Pons. Ubicada en un gran escarpado.

Existen otras cuevas o cavidades presentes en el término municipal con fenómenos kársticos como son: la "Sima del Cabezo" y el "Avenc Simba".

## Fiestas
- Fiestas de San Antonio. Se celebra el fin de semana anterior al 17 de enero.
- Fiestas de la Santa Cruz. Tienen lugar durante el mes de mayo (Día 3).
- Fiestas del verano. Se celebran en la primera quincena de agosto con exhibiciones de toros, bailes populares, juegos, etc.
- Fiesta de la Virgen del Rosario. Se celebra el primer domingo de octubre.

## Gastronomía
Platos típicos de la población son la olla de col, el rustido de pollo y la sopa.
De los platos típicos de la población destacan la Olla con productos de la huerta y carne de cerdo. Carne asada y embutidos. La típica paella valenciana de interior.